# Joan Rieradevall
Joan Rieradevall   () és professor titular del Departament d'Enginyeria Química i investigador principal del grup Sostenipra de l'Institut de Ciència i Tecnologia Ambiental (ICTA) de la Universitat Autònoma de Barcelona. Va guanyar el premi 2004 de projectes sostenibles de la Ciutat de Barcelona (2004); el primer premi de Disseny per al Reciclatge 2000 del Departament de Medi Ambient de la Generalitat de Catalunya (2001), i el premi Ciutat de Barcelona 1990 de Tecnologia Aplicada al Medi Ambient de l'Ajuntament de Barcelona (1991). Ha escrit uns 173 articles en publicacions científiques i tècniques, vint llibres i capítols de llibres, així com resums en l'àrea de medi ambient: sistemes urbans, anàlisis del cicle de vida dels productes, processos i serveis, tractament de residus, planificació i gestió ambiental, ecodisseny i aprofitament energètic.